# Darrell Sandeen
Darrell Sandeen (* 13. Juli 1930 in Chicago, Illinois; † 22. Januar 2009 in Los Angeles, Kalifornien) war ein Charakterdarsteller, der sich auf die Darstellung bedrohlicher oder ausgefallener Personen spezialisiert hatte. Seine vielleicht bekannteste Rolle war die des korrupten Polizisten „Buzz“ Meeks in L.A. Confidential.

## Leben
Sandeen begann als Bühnenschauspieler am Broadway und trat in den Originalbesetzungen von Young Abe Lincoln, Can-Can, Here’s Love, einer Wiederaufnahme von Guys and Dolls, A Joyful Noise und The Fig Leaves are Falling auf. Er ist auf drei Besetzungsalben zu hören.
Als er nach Hollywood zog, trat er in Fernsehshows wie Bonanza und Route 66 auf. Er war in L.A. Confidential, Der wilde wilde Westen und Halt’s Maul, Boß zu sehen. Sandeen spielte bis kurz vor seinem Tod weiter. Zu seinen späteren Rollen gehörte die Rolle eines möglichen Verschwörers bei der Ermordung Kennedys in Interview with the Assassin, die Rolle des Pornostarstypo Mary Carey in Pervert! und die Rolle des Homeless Al in String Theory. Sandeen blieb als Teil der Musical Theatre Guild in Los Angeles im Theater aktiv.
Sandeen starb am 22. Januar 2009 an den Folgen eines Schlaganfalls.